# Boško Lozica
Boško Lozica, hrvatski vaterpolist, osvajač srebrne medalje na Olimpijskim igrama u Moskvi 1980. godine.